# Callianassa parva
Callianassa parva är en kräftdjursart som beskrevs av John R. Edmondson 1944. Callianassa parva ingår i släktet Callianassa och familjen Callianassidae. Inga underarter finns listade i Catalogue of Life.